# Libro Animado Interactivo de Disney
Disney Libro Animado Interactivo, conocido en Estados Unidos como Disney's Animated Storybook, fue una serie de libros digitales para PC lanzados en formato CD-ROM por Disney Interactive Studios. Cada CD contenía un libro de cuentos digital basado en una película animada de Disney. Las páginas del cuento incluyen texto, narraciones de voz, imágenes y animaciones que interactúan con los clics del jugador y también se puede jugar a sencillos minijuegos al avanzar en la historia.

## Libros Animados Interactivos de Disney
- Libro Animado Interactivo: El Rey León - (1994)
- Libro Animado Interactivo: Pocahontas - (1995)
- Winnie Pu y el árbol de la miel - (1995)
- Winnie Pu...¡Y el Tigre también! - (1995)
- Libro Animado Interactivo: El Jorobado de Notre Dame - (1996)
- Libro Animado Interactivo: Hércules - (1997)
- Libro Animado Interactivo: 101 Dálmatas - (1997)
- Libro Animado Interactivo: Toy Story - (1998)
- Libro Animado Interactivo: Mulan - (1998)